# Condé-sur-Huisne
Condé-sur-Huisne je vesnice a bývalá obec v departementu Orne v regionu Normandie ve Francii. Žije zde přibližně 1 300 obyvatel. V roce 2016 byla sloučena s obcemi Condeau a Coulonges-les-Sablons do nově vzniklé obce Sablons sur Huisne. Sídlí zde správa nově vzniklé obce.